# Henry Adams

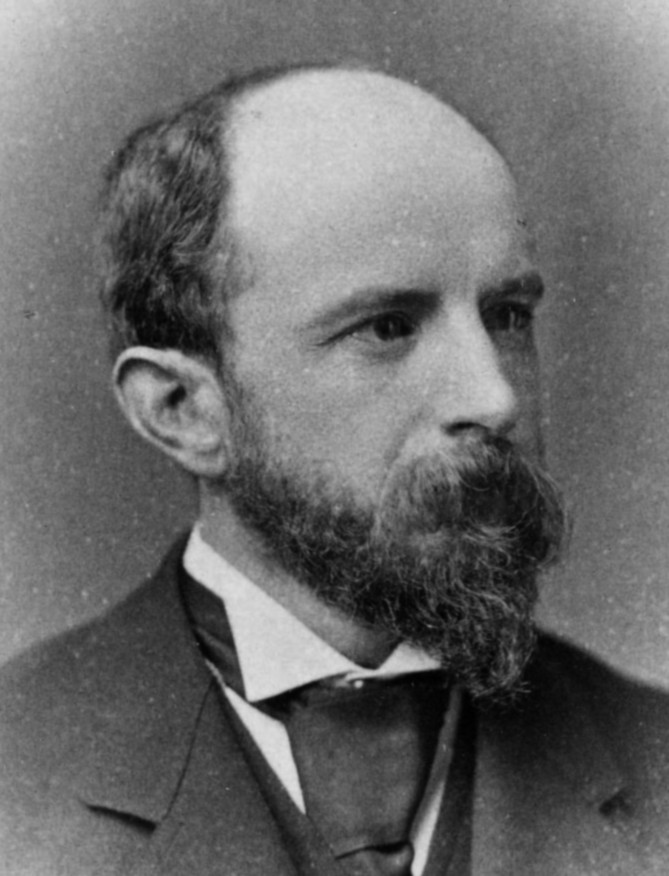
Henry Adams

Henry Brooks Adams (* 16. Februar 1838 in Boston, Massachusetts; † 27. März 1918 in Washington, D.C.) war ein US-amerikanischer Historiker und Kulturphilosoph. Er war Mitglied der bekannten Familie Adams.

## Leben
Henry Brooks Adams wurde als zweitältester von vier Brüdern in eine der führenden Familien der Vereinigten Staaten geboren. Der Großvater John Quincy Adams (1767–1848) und der Urgroßvater John Adams (1735–1826), ein Unterzeichner der Unabhängigkeitserklärung, waren Präsidenten des Landes gewesen. Sein Vater, Charles Francis Adams, Sr., war während des Bürgerkriegs Lincolns Botschafter in London.
Sein älterer Bruder John Quincy Adams II (1833–1894) studierte in Harvard (1853), war Anwalt und während mehrerer Amtszeiten ein demokratisches Mitglied beim Gericht in Massachusetts. 1872 nominierte ihn der Präsidentschaftskandidat Horace Greeley bei der Demokratischen Partei als Vize-Präsident.
Ein anderer Bruder war Charles Francis Adams, Jr. (1835–1915) – dieser studierte ebenfalls in Harvard (1856) und kämpfte im Bürgerkrieg auf der Seite der Nordstaaten. 1865 erhielt er eine Auszeichnung als Brigadegeneral in der Armee. Bevor er von 1884 bis 1890 Präsident Union Pacific Railroad wurde, wurde er zunächst als Autorität auf dem Gebiet des Zugmanagements der breiten Öffentlichkeit bekannt. Unter seinen Veröffentlichungen befindet sich das Werk Railroads: Their Origin and Problems.
Sein jüngster Bruder Brooks Adams (1848–1927) war ebenfalls Anwalt und gab nach dem Tod seines Bruders Henry das Buch The Degradation of the Democratic Dogma heraus, das mit einer Kurzbiografie seines Bruders Henry sowie mit drei Essays von Henry Adams über seine Geschichtsphilosophie versehen war. Weitere Veröffentlichungen von Brooks Adams sind The Law of Civilization and Decay, America’s Economic Supremacy und The New Empire.
Henry Brooks Adams verbrachte nach seiner Studienzeit in Harvard (bis 1858) ein Jahr in Deutschland, in dem er unter anderem juristische Vorlesungen an der Friedrich-Wilhelms-Universität in Berlin besuchte und zahlreiche Reisen, unter anderem zu den Festspielen nach Bayreuth und ins Münchener Hofbräuhaus unternahm. Er traf Garibaldi in Italien (1860). Von 1861 bis 1868 war er Privatsekretär seines Vaters Charles Francis Adams (1807–1886), der während des Bürgerkrieges Botschafter in England war.
Nachdem Adams 1868 in die Vereinigten Staaten zurückgekehrt war und sich in Washington niederließ, wandte er sich dem Journalismus zu. Er sah sich selbst als einen Traditionalisten, der nach dem demokratischen Idealbild des 17. und 18. Jahrhunderts verlangte. Entsprechend versuchte er, mit seinen Schriften politische Korruptionen aufzudecken. Von 1870 bis 1877 lehrte er mittelalterliche Geschichte an der Harvard University und gab die Zeitschrift North American Review (1870–1876) heraus. 1872 heiratete er Marian Clover Hooper (1843–1885) in Boston, wo sie nach der Rückkehr von ihrer Hochzeitsreise durch Europa und Ägypten wohnten. 1875 wurde Adams in die American Academy of Arts and Sciences und 1898 in die American Academy of Arts and Letters gewählt. 1877 zogen Adams und seine Frau nach Washington. Adams arbeitete weiter als Journalist und als Historiker. 1877 gab er Documents Relating to New England Federalism heraus, in Verteidigung der anti-föderalistischen Politik seines Großvaters John Quincey Adams. Die Biografie Albert Gallatins, Jeffersons Secretary of the Treasury, entstand (1879) und eine verzerrte Darstellung von John Randolph, eines Gegners von John und John Quincey Adams (1882). Die Romane Democracy (1880) und Esther (1884) erschienen, wobei er den ersten, recht erfolgreichen, anonym und den zweiten unter dem Pseudonym Francis Snow Compton veröffentlichte. Seine Studien über die Regierung von Jefferson und Madison trug Adams in seinem neunbändigen Werk History of the United States of America During the Administration of Thomas Jefferson and James Madison zusammen. Das Buch ist eines der bedeutendsten Werke der amerikanischen Geschichtsschreibung.
Der Selbstmord seiner Frau Marian Hooper Adams (1885), nach dem Tod ihres Vaters, traf Adams schwer. Er gab seine Leidenschaft für die amerikanische Geschichte auf und reiste viele Jahre lang durch die Welt. Mit dem Künstler John La Farge (1835–1910) besuchte er 1886 Japan und 1890/1891 die Südsee, Hawaii, Samoa, Tahiti und Fiji, Australien, Java und Ceylon. Mit Clarence King besuchte er den Yellowstone und die Teton Range im Westen des Landes, mit John Hay 1894/1895 Kuba. Aufenthalte in der Normandie wechselten sich mit Reisen nach Mexiko ab, mit den Hays bereiste er Europa, Ägypten, die Türkei, Griechenland und den Balkan. Er verbrachte die Winter in Washington, D.C. und die Sommer in Paris. 1904 schrieb er „Mont San Michel and Chartres“, eine ästhetische Studie über mittelalterliche Kunst. 1907 veröffentlichte er dann zuerst als Privatdruck seine posthum mit dem Pulitzer-Preis ausgezeichnete Autobiografie The Education of Henry Adams (Die Erziehung von Henry Adams).
Nach einem schweren Schlaganfall 1912 starb Henry Adams 1918 in Washington.
Das Gelände des Wohnhauses der Familie Adams in Quincy bei Boston, auf dem fünf Generationen der politisch einflussreichen Familie lebten, ist als Adams National Historical Park ausgewiesen.

## Adams’ Antisemitismus
Adams Einstellung zu Juden wurde als eine des Abscheus geschildert. John Hay bemerkte dazu, dass „wenn [Adams] sah, wie der Vesuv zu glühen anfing […] nach einem Juden suchte, der das Feuer schürt.“
Dem Historiker Robert Michael zufolge waren seine Schriften „mit einer Vielfalt antisemitischer Äußerungen gepfeffert“. Adams schrieb: „Ich verabscheue die Juden und alles, was mit ihnen verbunden ist, und ich lebe einzig mit der Hoffnung ihren Untergang zu sehen, mit ihrem ganzen verfluchten Judaismus. Ich will sehen, wie alle Zinsverleiher entfernt und exekutiert werden.“
In seiner American Historians and European Immigrants zitiert Edward N. Saveth aus Adams Schriften folgendermaßen:
 „Wir sind in der Hand der Juden,“ lamentierte Adams. „Sie können mit unseren Werten machen, was sie wollen.“ Er gab Ratschläge gegen die Geldanlage, außer in der Form von Gold im Tresor. „Dort hat man kein Risiko außer dem Einbrecher. Bei jeder anderen Form hat man den Einbrecher, den Juden, den Zaren, den Sozialisten, und über allen anderen, die völlig unheilbare, extreme Fäulnis unseres ganzen sozialen, industriellen, finanziellen und politischen Systems.“ 

## Werke (Auswahl)

### Democracy(1880)
Der Roman handelt von der aus New York stammenden Society-Witwe Mrs. Lightfood Lee, die in die Hauptstadt Washington reist und etwas über die Regierung lernen will. In Washington angekommen findet sie schließlich heraus, dass die ganze Regierung korrupt ist. Mr. Silas Ratcliffe, der einflussreichste Senator, verfolgt und bekämpft sie daraufhin das ganze Buch über, um zu verhindern, dass die Wahrheit ans Licht kommt und um seinen Machteinfluss zu behalten. Der Roman spielt gegen 1870 in Washington und zeigt einen scharfen und kritischen Blick auf die komplizierten inneren Abläufe der Politik sowie auf die Mechanismen der Korruption, der auch heute noch relevant ist.
Adams veröffentlichte diesen Roman anfangs anonym, denn in dem Buch findet man viele Personen der damals aktuellen Regierung wie Rutherford B. Hayes oder James G. Blaine wieder. Es war Adams meistverkauftes Werk.
- Democracy. An American novel. Modern Library, New York 2003, ISBN 0-375-76058-X

### Esther(1884)
Der Roman, der von Henry Adams unter dem Pseudonym „Francis Snow Compton“ veröffentlicht wurde, handelt von dem Beziehungszusammenbruch zwischen der Malerin Esther Dudley und dem Geistlichen Stephen Hazard. Aufgrund der Unvereinbarkeit ihres religiösen Glaubens fanden beide nie zusammen. „Esther“ kann als Kommentar zu Adams eigener Hochzeit angesehen werden.
- Ester. Prometheus Books, Amherst Books, New York 1987, ISBN 1-57392-132-7.

### History of the United States of America During the Administration of Thomas Jefferson and James Madison(1889–1891)
In diesem Werk beschäftigt sich Henry Adams mit amerikanischer Geschichte und der Präsidentschaft von Thomas Jefferson und James Madison, die zeitlich zwischen den Präsidentschaften seiner beiden Vorfahren lagen.
Im ersten der beiden Teile beschreibt Adams den Aufstieg der republikanischen Partei Thomas Jeffersons während des aufkommenden amerikanischen Nationalstolzes. Adams erklärt Jeffersons Bemühungen, sich aus den Streitigkeiten der beiden Militärmächte England und Frankreich herauszuhalten.
Im zweiten Teil, der die Herrschaft James Madisons behandelt, beschreibt Adams die Entstehung Amerikas vor dem Hintergrund des Krieges von 1812 mit Großbritannien und der napoleonischen Besetzung Europas. Seine Beziehungen gaben Adams einen Einblick in europäische Archive, mit deren Hilfe er die diplomatischen Kapitel sehr genau darstellen konnte. Adams neunbändiges Geschichtswerk wurde für Jahre als die definitive Beschreibung von Jeffersons Präsidentschaft angesehen. Der Wissenschaftler Paul Nagel bezeichnet es als bestes Geschichtsbuch, das jemals von einem Amerikaner geschrieben wurde.
- History of the United States of America During the Administration of Thomas Jefferson. Kessinger Publishing, Whitefish, Mt., 2006 (2 Bde., Nachdruck der Ausgabe 1891)
- History of the United States of America During the Administration of James Madison. Kessinger Publishing, Whitefish, Mt., 2005 (3 Bde., Nachdruck der Ausgabe 1892)

### Mont Saint Michel and Chartres(1904)
Das Buch ist eine ästhetische Studie über die spätmittelalterliche Kunst und Kultur am Beispiel von zwei der bedeutendsten gotischen Bauten. In Betrachtungen der Gestaltungen der Bauten auf dem Mont-Saint-Michel und der Kathedrale von Chartres in Nordfrankreich versucht Adams darzulegen, inwieweit Kunst, Weltanschauung und tägliches Leben im Mittelalter eine unzertrennliche Einheit bilden, sich gegenseitig bedingen und deswegen nicht einzeln betrachtet werden können.
- Mont Saint Michel and Chartres (The library of America; 4). Fitzroy Dearborn, London 2000, ISBN 1-57958-024-6

### Die Erziehung des Henry Adams(1907)
Bei diesem Werk handelt es sich um eine Autobiografie Henry Adams', die im Februar 1907 als Privatdruck und 1918 für den Handel veröffentlicht wurde. Adams erstellt darin eine Analyse der modernen Welt durch eine ausgewählte Erzählung seiner eigenen Entwicklung. Im Text gibt er A Study of Twentieth-Century Multiplicity als Untertitel seines Werks an, Mont Saint Michel and Chartres trägt dort den Untertitel A Study of Thirteenth-Century Unity.
Die Widersprüche der amerikanischen Erfolge und Niederlagen veranlassten Adams zum Schreiben seines Buches, in dem er auch seine Skepsis über die Möglichkeit der Geschichtslenkung und -manipulation durch menschliches Handeln äußert. Das Werk ist eine Nacherzählung seiner eigenen Entwicklung sowie der Entwicklung der Vereinigten Staaten von Amerika vom Jahr 1838, in dem Henry Brooks Adams geboren wurde, bis zum Jahr 1905. Das Buch war ein Bestseller und wurde 1919 mit dem Pulitzer-Preis ausgezeichnet.
- The Education of Henry Adams. A Centennial Version. Massachusetts Historical Society, Boston, Mass. 2007, ISBN 978-0-934909-91-4
- Die Erziehung des Henry Adams. Von ihm selbst erzählt. Manesse, Zürich 1953